# Subkontinent

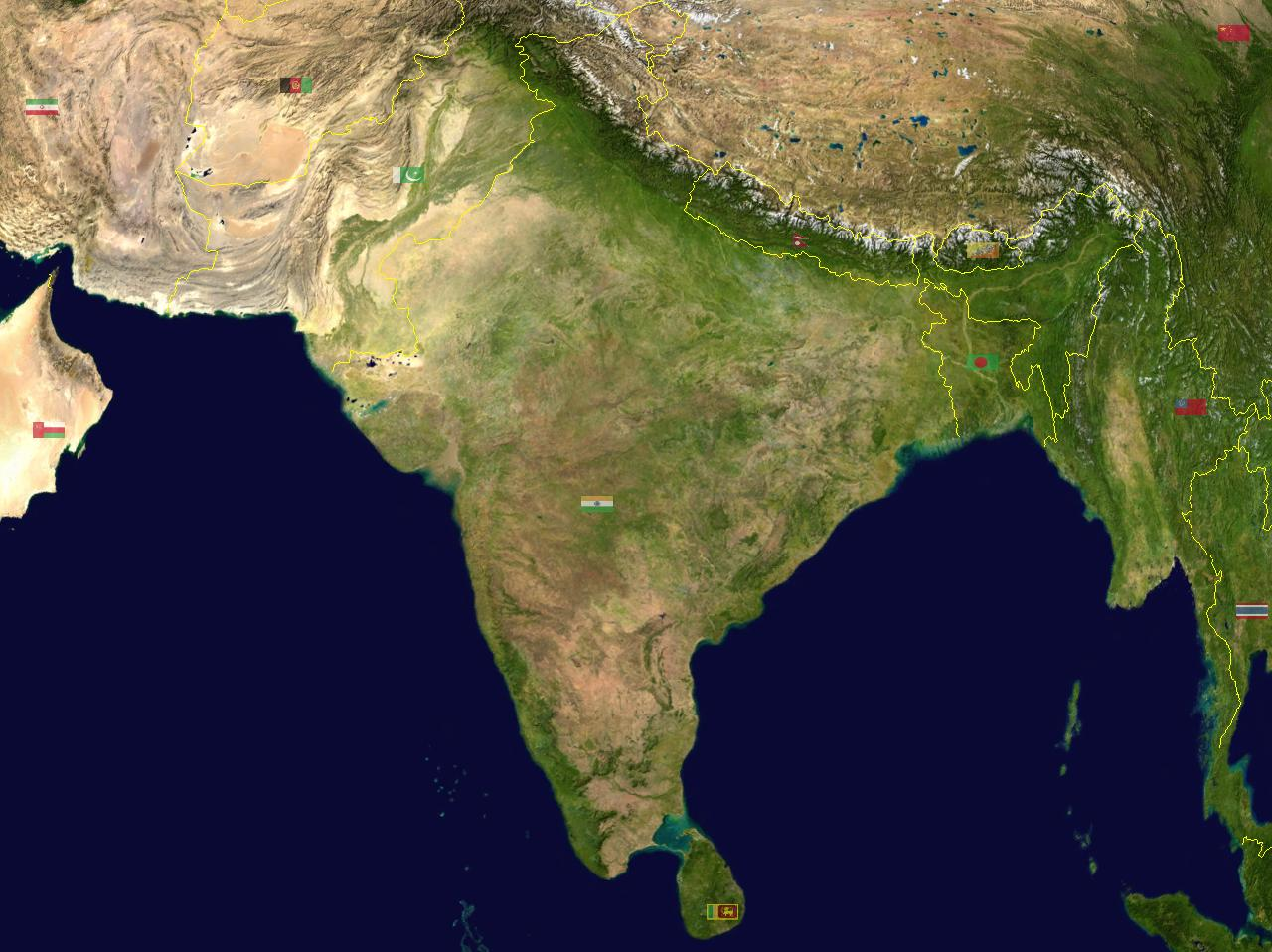
Der Indische Subkontinent

Als Subkontinent wird ein großer, zusammenhängender Teil eines Kontinentes bezeichnet, der geografisch klar abgegrenzt ist und daher als in sich geschlossene Einheit betrachtet werden kann. 
Diese geografische Abgrenzung hat ihre Ursache in der geologischen Geschichte der betreffenden Gebiete und kann durch ein Hochgebirge oder eine Landbrücke gegeben sein.

## Beispiele
Im allgemeinen Sprachgebrauch wird der Begriff in erster Linie für den indischen Subkontinent benutzt, der vom Rest Asiens durch eine Reihe von Hochländern und Bergketten, darunter der Himalaya, getrennt ist. Diese Gebirge entstanden, als Indien nach einer längeren Zeit als Kleinkontinent während des Paläogens mit Eurasien kollidierte.
Abhängig von der Definition des Begriffes Kontinent wird Europa auch als Subkontinent oder Halbinsel im Westen Eurasiens gewertet. Die geografische Abgrenzung ist hier nur im Süden mit Mittelmeer, Schwarzem Meer und Kaspischem Meer klar. Gegen Osten stellen das Uralgebirge als Mittelgebirge und der Uralfluss keine Barriere dar, die eine Abgrenzung nach dem Muster Indiens rechtfertigen würden (siehe auch Innereurasische Grenze).
Werden Nordamerika und Südamerika nicht als eigenständige Kontinente gewertet, dann gelten sie als Subkontinente Amerikas, die durch die Landbrücke Mittelamerikas verbunden sind. Weitere Subkontinente sind Madagaskar und die Arabische Halbinsel.